# Lucía Puenzo
Lucía Puenzo, född 28 november 1976 i Buenos Aires, är en argentinsk författare och filmregissör. Hon är dotter till filmskaparen Luis Puenzo.
Hon debuterade 2007 med långfilmen XXY som belönades med flera priser bland annat en Goya. 2013 kom Den tyske läkaren (Wakolda) som tävlade i Un certain regard-sektionen vid Filmfestivalen i Cannes 2013.

## Filmografi i urval
- 2007 – XXY
- 2009 – Fiskpojken
- 2013 – Den tyske läkaren
- 2023 – Senorita 89 (TV-serie)